# 佛蒙特號戰艦
佛蒙特號戰艦（舷號BB-20）是一艘隸屬於美國海軍的戰艦，為康涅狄格級戰艦的三號艦。她是美軍第二艘以佛蒙特州為名的軍艦。
佛蒙特號在1904年於紐波特紐斯造船廠開始建造，並在1905年下水，最終在1907年服役，其性能與首兩艦康涅狄格號及路易斯安那號稍有分別。稍後佛蒙特號參與美國大白艦隊（Great White Fleet）環球航行，並在1914年支援美國在坦皮科事件後入侵韋拉克魯斯。美國參與第一次世界大戰後，佛蒙特號主要用作訓練艦，並在戰後協助接載美軍從歐洲返國。1920年佛蒙特號退役，並在1923年按照華盛頓海軍條約出售拆解。